# Ново село (община Кочани)
Вижте пояснителната страница за други значения на Ново село.
Ново село (на македонска литературна норма: Ново Село) е село в източната част на Северна Македония, част от Община Кочани.

## География
Селото се намира на около 25 километра североизточно от град Кочани, на Бела река, високо в южните склонове на планината Осогово.

## История
В XIX век Ново село е чисто българско село в Кочанска кааза на Османската империя. Според статистиката на Васил Кънчов („Македония. Етнография и статистика“) от 1900 г. Ново село има 140 жители, всички българи християни. През Илинденско-Преображенското въстание четите на Христо Чернопеев, Владислав Ковачев, Георги Тренев, Душо Желев, Петър Самарджиев и други се сражават с османците край Ново село.
В началото на XX век население на селото са под върховенството на Българската екзархия. По данни на секретаря на екзархията Димитър Мишев („La Macédoine et sa Population Chrétienne“) през 1905 година в Ново село (Novo-Selo) има 144 българи екзархисти.
Според преброяване от 2002 в селото има 4 домакинства с 16 къщи.

## Личности
Родени в Ново село
- Димитър Георгиев, български революционер, войвода на новоселската чета през ноември 1905 година.[5]